# Пруд (Невельський район)
Пруд (рос. Пруд) — присілок в Невельському районі Псковської області Російської Федерації.
Населення становить 16 осіб. Входить до складу муніципального утворення Івановська волость.

## Історія
Від 2015 року входить до складу муніципального утворення Івановська волость.

## Населення
| 2001 | 2002 | 2010 |
| ---- | ---- | ---- |
| 18   | →18  | ↘16  |